# Kamil Piątkowski
Kamil Piątkowski (Jasło, 21 juni 2000) is een Pools voetballer spelend voor Kasımpaşa gehuurd van Red Bull Salzburg.

## Clubcarrière
Piątkowski genoot zijn jeugdopleiding bij UKS 6 Jasło, Karpaty Krosno en Zagłębie Lubin. Bij laatstgenoemde club kwam hij uit voor het tweede elftal in de III liga, maar speelde hij nooit een officiële wedstrijd bij het eerste elftal. Piątkowski maakte zijn debuut in de Ekstraklasa uiteindelijk in het shirt van Raków Częstochowa.
Op 1 februari 2021 ondertekende Piątkowski een contract tot medio 2026 bij Red Bull Salzburg. De Oostenrijkers lieten hem echter het seizoen uitdoen bij Raków Częstochowa. Op het einde van het seizoen won hij met Raków Częstochowa de Poolse voetbalbeker, enkele weken later eindigde hij met de club ook tweede in de competitie.
In zijn debuutseizoen bij Red Bull Salzburg speelde hij dertien competitiewedstrijden, slechts in één daarvan kreeg hij minder dan een helft speeltijd. Op het einde van het seizoen won hij met de club zijn eerste landstitel. Piątkowski won dat seizoen ook de Oostenrijkse voetbalbeker, al kwam hij slechts in één wedstrijd in actie. Uitgerekend in die bekerwedstrijd, een 8-0-zege tegen SC Kalsdorf in de tweede ronde, liep hij een enkelblessure op die hem maanden aan de kant hield.
In januari 2023 werd Piątkowski voor de rest van het seizoen uitgeleend aan de Belgische eersteklasser KAA Gent. De Pool kon ook rekenen op interesse van Feyenoord en Leicester City.
In januari 2024 speelde Piątkowski op huur basis voor de Spaanse club Granada CF voor de rest van het seizoen.
Piątkowski speelt op huurbasis bij Kasımpaşa uit Turkije sinds januari 2025 tot het einde van het seizoen.

## Interlandcarrière
Piątkowski maakte op 28 maart 2021 zijn interlanddebuut voor Polen. In de WK-kwalificatiewedstrijd tegen Andorra kreeg hij een basisplaats van bondscoach Paulo Sousa.
| Interlands van Kamil Piątkowski  | Interlands van Kamil Piątkowski  | Interlands van Kamil Piątkowski  | Interlands van Kamil Piątkowski  | Interlands van Kamil Piątkowski  | Interlands van Kamil Piątkowski  | Interlands van Kamil Piątkowski  |
| No.                              | Datum                            | Wedstrijd                        | Uitslag                          | Soort wedstrijd                  | Doelpunten                       |                                  |
| Als speler bij Raków Częstochowa | Als speler bij Raków Częstochowa | Als speler bij Raków Częstochowa | Als speler bij Raków Częstochowa | Als speler bij Raków Częstochowa | Als speler bij Raków Częstochowa | Als speler bij Raków Częstochowa |
| -------------------------------- | -------------------------------- | -------------------------------- | -------------------------------- | -------------------------------- | -------------------------------- | -------------------------------- |
| 1.                               | 28 maart 2021                    | Polen – Andorra                  | 3 – 0                            | Kwalificatie WK 2022             | -                                |                                  |
| 2.                               | 1 juni 2021                      | Polen – Rusland                  | 1 – 1                            | Vriendschappelijk                | -                                |                                  |
| 3.                               | 5 september 2021                 | San Marino – Polen               | 1 – 7                            | Kwalificatie WK 2022             | -                                |                                  |
| Als speler bij Red Bull Salzburg |                                  |                                  |                                  |                                  |                                  |                                  |
| 4                                | 15 oktober 2024                  | Polen – Kroatië                  | 3 – 3                            | Nations League 2024/25           | -                                |                                  |
| 5                                | 15 november 2024                 | Portugal – Polen                 | 5 – 1                            | Nations League 2024/25           | -                                |                                  |
| 6                                | 18 november 2024                 | Polen – Schotland                | 1 – 2                            | Nations League 2024/25           | 59'                              |                                  |
| Als speler bij Kasımpaşa         |                                  |                                  |                                  |                                  |                                  |                                  |
| 7                                | 21 maart 2025                    | Polen – Litouwen                 | 1 – 0                            | Kwalificatie WK 2026             | -                                |                                  |
| 8                                | 24 maart 2025                    | Polen – Malta                    | 2 – 0                            | Kwalificatie WK 2026             | -                                |                                  |
| Totaal                           | Totaal                           | Totaal                           | Totaal                           | Totaal                           | 1                                |                                  |

Bijgewerkt tot 24 maart 2025
1 Szczęsny ·
2 Piątkowski ·
3 Dawidowicz ·
4 Kędziora ·
5 Bednarek ·
6 Kozłowski ·
8 Linetty ·
9 Lewandowski  ·
10 Krychowiak ·
11 Świderski ·
12 Skorupski ·
13 Rybus ·
14 Klich ·
15 Glik ·
16 Moder ·
17 Płacheta ·
18 Bereszyński ·
19 Frankowski ·
20 Zieliński ·
21 Jóźwiak ·
22 Fabiański ·
23 Kownacki ·
24 Świerczok ·
25 Helik ·
26 Puchacz ·
Coach: Sousa